# Sabot (zespół muzyczny)
Sabot – amerykańska grupa muzyczna założona w San Francisco w Kalifornii w 1988 roku. Od 1993 mieszkają w Táborze (Czechy). Tworzą duet w składzie: Christopher Rankin – gitara basowa oraz Hilary Binder – perkusja. Swój styl określają jako mieszankę hardcorepunka, rocka progresywnego i jazzu. Chociaż członkowie grupy posiadają klasyczne wykształcenie muzyczne Christopher Rankin – saksofon, klarnet, gitara basowa, Hilary Binder – skrzypce, fortepian, perkusja w swej twórczości wykorzystują jedynie gitarę basową i perkusję.

## Dyskografia
Na dyskografię zespołu składają się następujące albumy:

### Albumy
- 1989: Surface Tension
- 1991: Pam Kray
- 1994: Vice Versa
- 1996: Somehow, I Don’t Think So...
- 1998: Go There Do That
- 2001: Once Upon a Mind
- 2003: Mission: Superstition
- 2005: D.I.O.
- 2008: Further Conversations

### EP
- 1992: Forbidden
- 2024: Clear

### Kompilacje
- 2002: Cabaret Nocturno Vol. III
- 2005: Eccentrics #3
- 2006: If the Shoe Hits – Recordings 1989-2003

### Wideo
- 2006: Live at Bar Open 2006